# Borino (ort i Bulgarien)
Borino (bulgariska: Борино) är en ort i Bulgarien.   Den ligger i kommunen Obsjtina Borino och regionen Smoljan, i den sydvästra delen av landet, 140 km sydost om huvudstaden Sofia. Borino ligger 1 179 meter över havet och antalet invånare är 3 084.
Terrängen runt Borino är kuperad. Närmaste större samhälle är Devin, 11,7 km nordost om Borino. 
I omgivningarna runt Borino växer i huvudsak blandskog. Runt Borino är det glesbefolkat, med 19 invånare per kvadratkilometer.